# Vitus Bering
Vitus Jonassen Bering, noto anche come Ivan Ivanovič Bering, (Horsens, 12 agosto 1681 – Isola di Bering, 19 dicembre 1741) è stato un esploratore e cartografo danese, ufficiale della Marina dell'Impero russo.
Noto per essere stato a capo di due importanti spedizioni russe: la prima e la seconda spedizione in Kamčatka. Nato nello Jutland, morì probabilmente di scorbuto, insieme ad altri 18 membri dell'equipaggio, nel mare di Bering, sull'isola che da allora porta il suo nome.
Sono stati chiamati in suo onore anche lo stretto di Bering, il ghiacciaio di Bering e la Beringia (l'antica striscia di terra che collegava l'Alaska e la Siberia).

## Biografia
Ufficiale di marina nel suo paese si unì alla Marina imperiale russa nel 1704 prestando servizio in ruoli importanti, ma non di combattimento, durante la Grande guerra del Nord. Venne in seguito messo a capo della prima spedizione in Kamčatka dallo zar Pietro il Grande con l'incarico di scoprire se l'America e l'Asia fossero collegate. Bering partì da San Pietroburgo nel febbraio del 1725 come capo di una spedizione di 34 uomini, supportato dall'esperienza dei tenenti Martin Spangberg e Aleksej Čirikov.
Diretti verso Ochotsk, incontrarono molte difficoltà (in particolare la mancanza di cibo) prima di arrivare alla colonia. Da lì, gli uomini salparono verso la penisola di Kamčatka dove allestirono nuove navi per navigare verso nord (ripetendo il viaggio poco documentato fatto da Semën Dežnëv ottant'anni prima).
Nell'agosto del 1728, Bering decise di avere prove sufficienti dell'esistenza di un mare tra l'Asia e l'America pur senza aver avvistato le coste americane. Per la prima spedizione, Bering fu ricompensato con denaro, prestigio e una promozione al rango di capitano comandante. Immediatamente iniziò i preparativi per un secondo viaggio.
Tornò a Ochotsk con una spedizione molto più grande, meglio preparata e molto più ambiziosa: la cosiddetta seconda spedizione in Kamčatka, durante il regno dell'imperatrice Anna. La spedizione era molto articolata, il distaccamento di Bering e Aleksej Čirikov, a bordo rispettivamenti delle navi San Pietro e la San Paolo (Святой Пётр e Святой Павел)  partirono il 4 giugno 1741 dalla baia dell'Avača, dal forte che in seguito sarebbe divenuto la città di Petropavlovsk-Kamčatskij, diretti verso l'America del nord, ma una tempesta separò le navi. Bering avvistò questa volta la costa meridionale dell'Alaska e il monte Saint Elias e uno sbarco fu effettuato a Kayak Island. Le condizioni avverse costrinsero Bering a tornare e durante il ritorno documentò la scoperta dell'isola Kodiak e alcune delle isole Aleutine. Uno dei marinai (Nikita Šumagin) morì e fu sepolto su una di queste isole, e Bering chiamò il gruppo insulare isole Shumagin in suo ricordo. Bering stesso era troppo malato per comandare la sua nave, che fu infine spinta a cercare rifugio su un'isola disabitata nel gruppo delle isole del Commodoro nel sud-ovest del mare di Bering, vicino alla penisola di Kamchatka. Il 19 dicembre 1741 Vitus Bering morì sull'isola, a cui fu dato in seguito il nome di isola di Bering, insieme a 28 uomini del suo equipaggio. Secondo quanto riferito la causa della morte fu lo scorbuto (sebbene questo sia stato contestato). Il medico e naturalista tedesco Georg Wilhelm Steller, uno dei pochi uomini della spedizione che tornarono vivi in Europa, redasse un diario della spedizione.

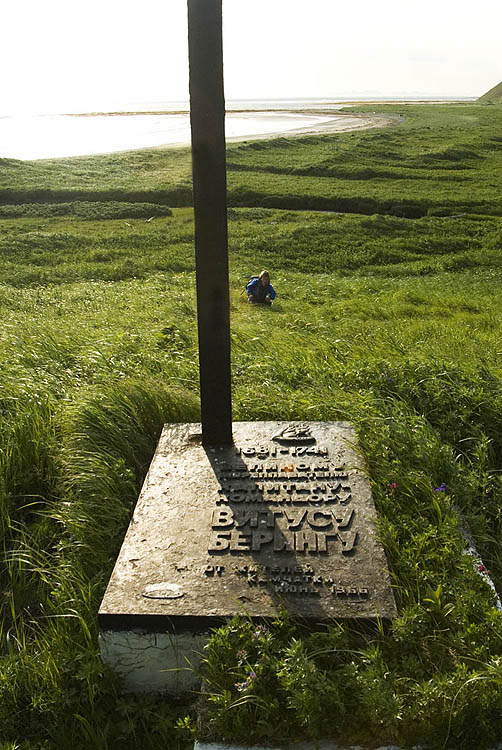
La tomba di Vitus Bering sull'isola omonima.

Fu nel 1946 che alcuni cacciatori di pellicce rinvennero i resti del suo accampamento e solo nel 1991 una spedizione russo-danese cercò e trovò i resti di Bering, per poi trasportarli in Russia, dove vennero studiati. Gli esami ai denti non evidenziarono segni di scorbuto. Effettivamente il decorso della malattia era stato insolitamente rapido, ed era cominciato poco tempo dopo l'inizio del viaggio di ritorno dall’Alaska, quando verosimilmente Bering e i suoi compagni avevano ancora a disposizione alimenti freschi. Le cause della sua malattia sono quindi sconosciute. Basandosi sulle analisi fatte a Mosca e sul rapporto originale di Steller, l'insufficienza cardiaca fu la probabile causa di morte. I suoi resti furono poi riportati sull'isola di Bering.

## Letteratura
Lo scrittore austriaco Konrad Bayer scrisse una biografia sull'esploratore, ricca di numerose digressioni, dal titolo La testa di Vitus Bering.
- (DE)  Karl Ernst von Baer: Bering i Chirikov, in: Russkii invalid, nos. 121–123, St. Petersburg, 1849
- (SL)  V. Andreev: Dokumenty po ekspeditsii kapitan-komandora Beringa v Ameriku v 1741 g. [Dokumente über die Expedition von Kommandant Bering nach Amerika im Jahre 1741], in: Morskoi sbornik, No. 5, St. Petersburg, 1893.
- (EN)  Frank A. Golder: Bering’s Voyages. An Account of the Efforts of the Russians to determine the Relation of Asia and America, 2 vols., Polar Geography and Geology 7 (July-September), 1922–1925.
- (BG)  Aleksandr I. Andreev : Ekspeditsiia Beringa [Berings Expedition], in: Izvestiia VGO, tom 75, vyp. 2, Leningrad, 1943, S. 3–44.
- (DE)  Konrad Bayer: der kopf des vitus bering